# Jol HaMoed
La festividad judía de Jol HaMoed (en hebreo: חול המועד) es el periodo de cuatro días (cinco en la Tierra de Israel) entre los primeros y los últimos días de los festivales de Pésaj y de Sucot. Estos días se benefician de un estado de día semi-festivo, no son días para estar completamente inactivos, como en los días de la santa y sagrada convocación, pero no obstante deben conservar un carácter y un espíritu solemne.

## La festividad de Jol HaMoed en la Biblia Hebrea
Está prescrito en relación con la festividad de Pésaj, que se deben comer matzos (un tipo de pan ácimo), durante siete días, y quemar todo el jametz en la hoguera. De igual modo está escrito en dos ocasiones, en relación con la festividad de los Tabernáculos (Sucot), que se debe residir durante siete días en unos habitáculos provisionales llamados en hebreo sucot. Solamente el primer y el último día de estas festividades son convocaciones santas, donde todo trabajo está prohibido, mientras que dicha prohibición no es aplicable para los días intermedios.

## La festividad de Jol HaMoed en la literatura rabínica
Estos días intermedios son llamados comúnmente Moed, Jol HaMoed, o bien Moed Katán, en la literatura de los sabios jajamim. Los sabios las consideran como una festividad menor, debe por tanto ser honrado de la misma manera que la santa convocación.

## La festividad de Jol HaMoed en el Talmud
La definición de esta festividad en particular fue objeto del tratado talmúdico Moed Katán, el decimoprimero del orden Moed de la Mishná y el Talmud. Moed es un orden relativo al Shabat y a las festividades judías, dicho orden fue desarrollado posteriormente en el Talmud de Babilonia y en el Talmud de Jerusalén. Los dos primeros capítulos del tratado tratan sobre las restricciones de las diferentes actividades no permitidas, llamadas (melajá), durante Jol HaMoed. En principio solo se autoriza hacer el trabajo estrictamente necesario y la preparación de las comidas, así como diversos trabajos que causarían una pérdida material y no solamente financiera si no fueran realizados. El tercer capítulo trata sobre los ritos de la pérdida y el duelo, cuando el duelo tiene lugar durante los días de Jol HaMoed.

## Observancia del Jol HaMoed
Jol HaMoed dura cinco días en la Tierra de Israel (Eretz Israel) y un día menos en el Galut, la diáspora judía, debido a la costumbre de celebrar las fiestas bíblicas durante dos días en la diáspora. Las prescripciones de honrar la santa convocación, se aplican en Shabat y en los días feriados, más no se aplican en Jol HaMoed. Por otra parte, hay numerosas actividades que han sido autorizadas por los rabinos a lo largo de los años y los siglos. Los rabinos insisten en la santidad de estos días, incluso llegando a comparar con los idólatras, a las personas que profanen la santidad de estas fiestas. Estas se deben celebrar en un ambiente festivo, con buenos hábitos, buena comida (siempre que la economía familiar lo permita) y actividades agradables, cuidando no obstante de no infringir las mitzvot, los sagrados preceptos de la santa Torá, el estudio de la santa Torá de Elohim está especialmente indicado durante los días de Jol HaMoed.